# Sarisa (bướm đêm)
Sarisa là một chi bướm đêm thuộc họ Geometridae.